# Scincosaurus
Scincosaurus es un género extinto de lepospóndilos (pertenecientes al grupo Nectridea) que vivieron a finales del período Carbonífero en lo que hoy es la República Checa y Francia.